# I liga seria A polska w piłce siatkowej kobiet (2002/2003)
I liga seria A polska w piłce siatkowej kobiet 2002/2003 – 67. edycja rozgrywek o mistrzostwo polski w piłce siatkowej kobiet.

## Drużyny uczestniczące
| | I liga seria A 2002/2003                |   |      |
| --- | --------------------------------------- | - | ---- |
| PIŁ | PTPS Nafta Gaz Piła                     | 1 | LM   |
| WAR | Skra Warszawa                           | 2 | LM   |
| BYD | Bank Pocztowy Gazeta Pomorska Bydgoszcz | 3 | PCEV |
| BIE | BKS Stal Bielsko-Biała                  | 4 | PCEV |
| MIE | Tele-Net Autopart Mielec                | 5 | PCEV |
| GDA | Gedania Gdańsk                          | 6 |      |
| WRO | Gwardia Wrocław                         | 8 |      |
| KAL | Winiary Kalisz                          | 9 |      |
| | Awans z I ligi seria B                  |   |      |
| POZ | Danter AZS AWF Poznań                   | 1 |      |
| KRA | Wisła Kraków                            | 2 |      |
| Oznaczenia: - kolumna pierwsza – skróty nazw drużyn wpisane na mapie (jeśli ta została zamieszczona), - kolumna trzecia – miejsce zajęte przez daną drużynę w poprzednim sezonie. |                                         |   |      |

## Klasyfikacja końcowa
| Miejsce | Drużyna                                 |
| ------- | --------------------------------------- |
| 1.      | BKS Stal Bielsko-Biała                  |
| 2.      | Danter AZS AWF Poznań                   |
| 3.      | Winiary Kalisz                          |
| 4.      | Tele-Net Autopart Mielec                |
| 5.      | PTPS Nafta Gaz Piła                     |
| 6.      | Bank Pocztowy Gazeta Pomorska Bydgoszcz |
| 7.      | Gwardia Wrocław                         |
| 8.      | Skra Warszawa                           |
| 9.      | Gedania Gdańsk                          |
| 10.     | Wisła Kraków                            |

     baraż z 2. zespołem serii B
     spadek do serii B